# José Benlliure
José Benlliure y Gil (en castillan) ou Josep Benlliure i Gil (en catalan), né à Valence le 1er octobre 1855 et mort dans la même ville le 5 avril 1937, est un peintre espagnol.

## Biographie
José Benlliure y Gil, né dans le quartier Cabañal-Cañamelar de Valence, appartenait à une famille d'artistes. Son père Juan Antonio était un peintre décorateur, spécialisé dans la peinture ornementale, avec des éléments floraux et trompe-l'œil. De sa mère, Angela Gil, José Benlliure prit son deuxième nom de famille. Son fils aussi, José Benlliure Ortiz (1884–1916) a été un peintre. À la mort précoce de son fils, José en donna plusieurs oeuvres au Musée des Beaux-Arts de Valencia « Saint Pie V ». Son neveu était l'architecte, sculpteur et peintre José Luis Benlliure López de Arana, qui était fils du sculpteur Mariano Benlliure, frère de José; un autre frère de José et de Mariano, Juan Antonio Benlliure y Gil, a été un peintre.

### Formation et activités artistiques
Après ses études à l'Académie royale des beaux-arts de San Carlos de Valence, José Benlliure collabora avec son père et compléta sa formation artistique dans l'atelier du peintre Francisco Domingo y Marqués. À partir de l'an 1875, il envoya ses œuvres à l'Exposition de Madrid. Au Salon de Paris il expose des tableaux de genre, sur des sujets espagnols et des peintures à caractère religieux, dans lesquels il exprimait son adhésion profonde au Christianisme. Il a été séduit par le Symbolisme et sa peinture devint de plus en plus diaphane, poétique, presque un rêve surréaliste, qui transposait l'image concrète dans une réalité abstraite.
S'installant à Rome, il devient un point de référence pour la colonie d'artistes espagnols. Il épousa Maria Ortiz en 1880 et son fils naquit à Rome. De 1903 à 1913, il a été professeur à l'Académie espagnole des beaux-arts de Rome. Le roi d'Espagne Amédée Ier lui commanda le portrait de son fils Emmanuel-Philibert de Savoie, devenu infant d'Espagne et Prince des Asturies.

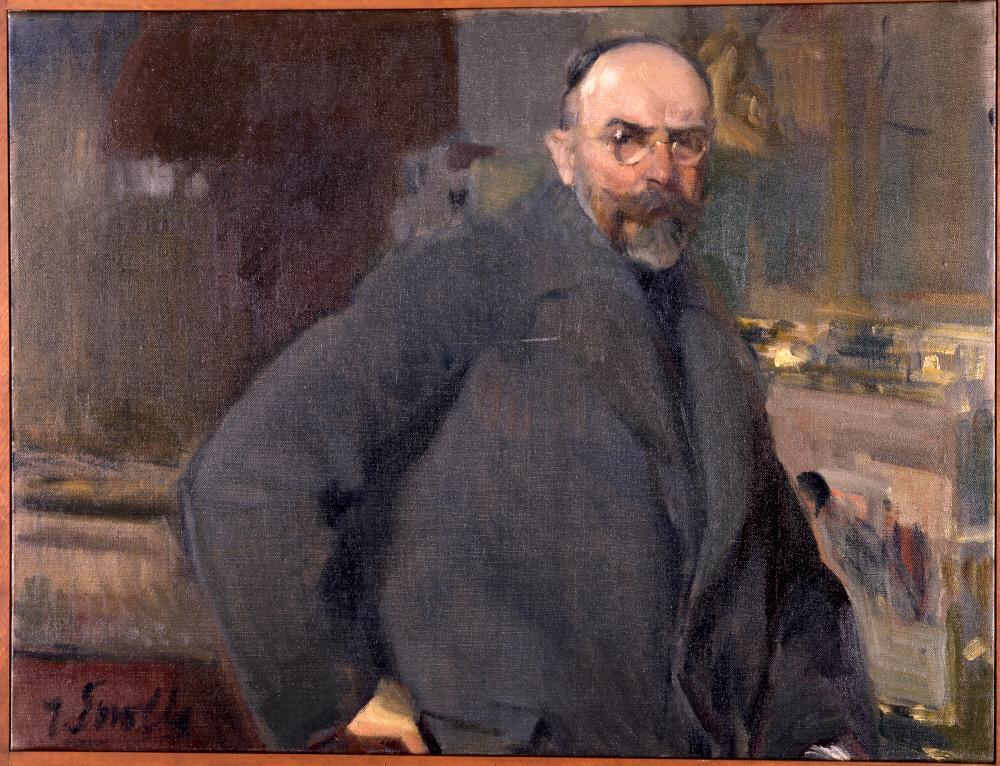
José Benlliure y Gil, vers 1916
Joaquín Sorolla
The Hispanic Society of America, New York

Il occupa un fauteuil à l'Académie royale des beaux-arts Saint-Ferdinand (Madrid), à l'Accademia di San Luca (Rome), à l'Académie royale des beaux-arts de San Carlos (Valencia), à l'Académie des beaux-arts de Brera (Milan) et a l'Académie des beaux-arts de Munich.

## Œuvres
- Le mois de Marie à Valence, Neue Pinakothek, Munich
- Saint François, Neue Pinakothek, Munich
- La vision du Colisée (it), Musée des Beaux-Arts de Valence « Saint Pie V »
- Vision des martyrs à Rome, Musée provincial des Beaux-Arts San Carlos, Valence

œuvres de José Benlliure y Gil
Carnaval à Rome, 1881 Musée Carmen-Thyssen, Malaga
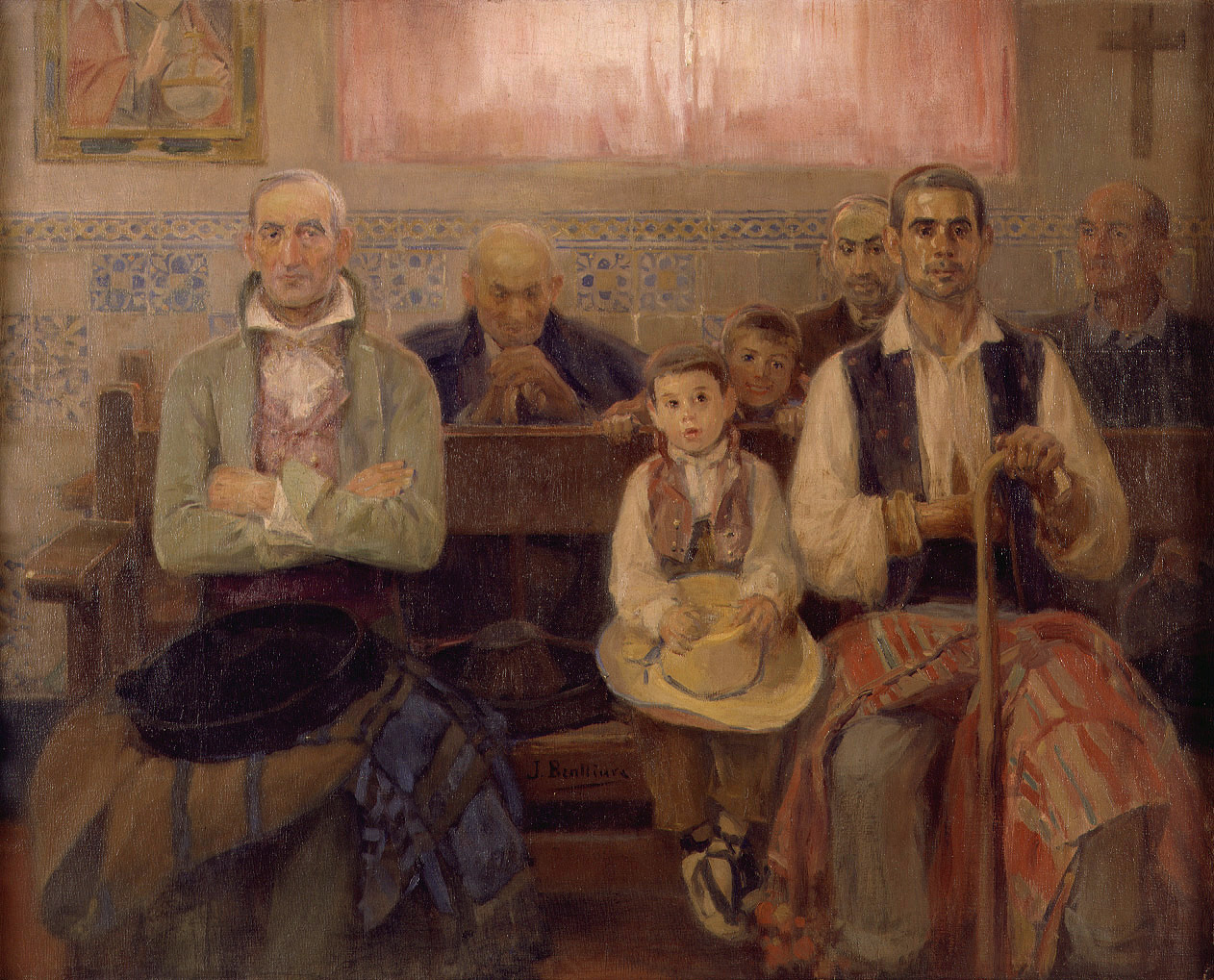
Messe Musée des Beaux-Arts de Valencia
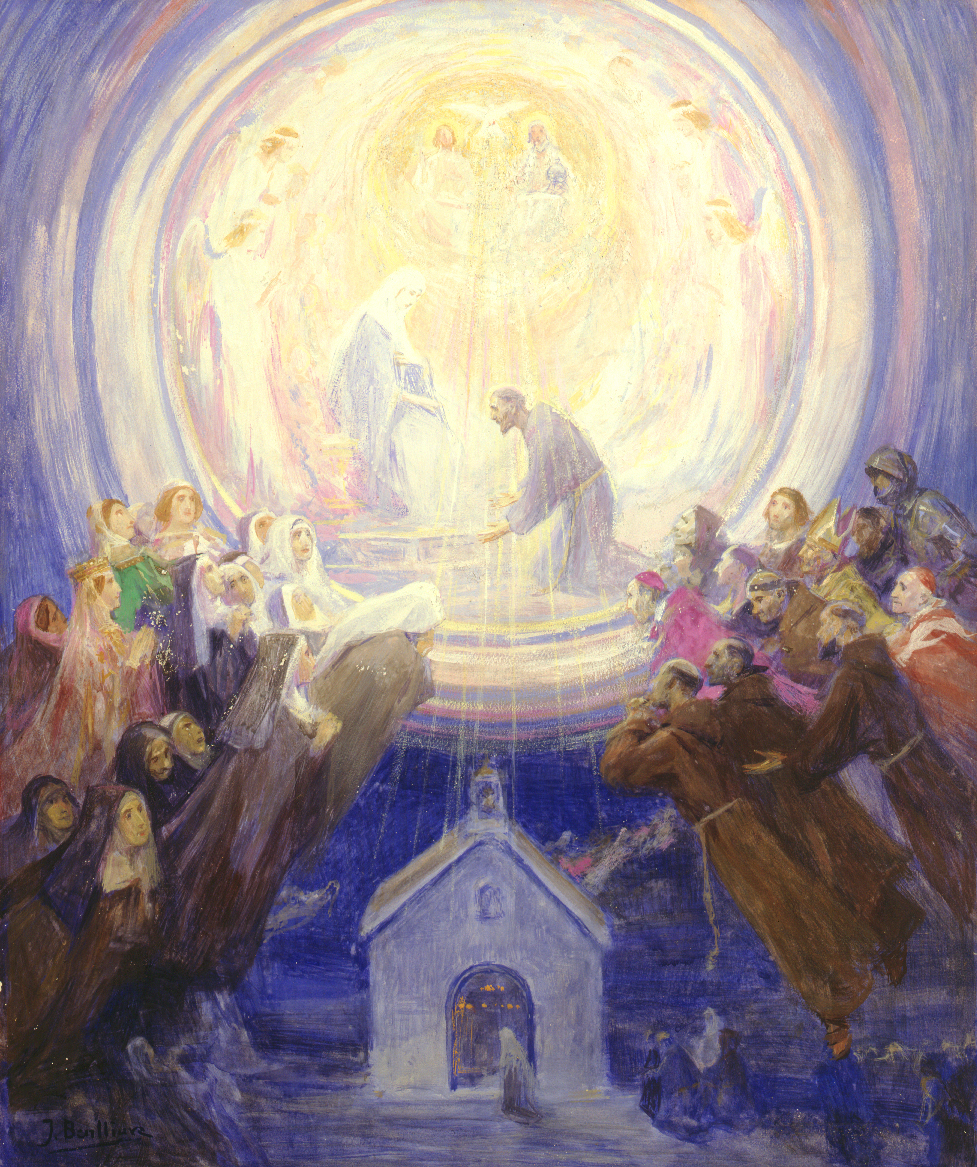
Apothéose de Saint François